# Parlatoreopsis chinensis
Parlatoreopsis chinensis är en insektsart som först beskrevs av Marlatt 1908.  Parlatoreopsis chinensis ingår i släktet Parlatoreopsis och familjen pansarsköldlöss. Inga underarter finns listade i Catalogue of Life.